# Drepanogynis atrovirens
Drepanogynis atrovirens là một loài bướm đêm trong họ Geometridae.